# حزب التجمع الإفريقي
حزب التجمع الأفريقي (بالفرنسية: Parti du Regroupement Africain, PRA)‏ كان حزبا سياسيا في المستعمرات الفرنسية الأفريقية.

## التكوين
تم إنشاء الحزب في اجتماع في باريس في 26 مارس 1958، قبل أشهر من أن يحل المجتمع الفرنسي محل الاتحاد الفرنسي. كانت المنظمات التأسيسية الرئيسية هي المؤتمر الأفريقي والحركة الاشتراكية الأفريقية. ومن بين الأطراف الأخرى التي ساعدت في اجتماع باريس، الكتلة الأفريقية لغينيا والحزب الاجتماعي للجماهير (الغابون) والاتحاد الجمهوري لساحل الصوماليين (جيبوتي) وتجمع داهوميان الديمقراطيوالحركة الديمقراطية الفولتية.
في البداية كان هناك أمل في أن ينضم التجمع الديمقراطي الأفريقي إلى المشروع ووقعسيكو توريه على مناشدة، نيابة عن التجمع، لتشكيل الحزب، لكن فيليكس هوفويت بوانيي تدخل لإبقاء حزبه خارج المشروع. حضر حزب الاستقلال الأفريقي اجتماع باريس، لكنه رفض الاندماج في التجمع. دعت حزب الاستقلال إلى الاستقلال الكامل، وهو مطلب لم يكن التجمع على استعداد لإثارته في ذلك الوقت.
عقد التجمع مؤتمره التأسيسي في كوتونو 25-27 يوليو 1958. سعى الحزب لإنشاء اتحاد مستقل من المستعمرات الفرنسية في أفريقيا.

## استفتاء عام 1958 وما بعده
خلال استفتاء عام 1958، دعا التجمع إلى الاستقلال الكامل. أدى ذلك إلى تصادم بينه وفرعه السنغالي، الاتحاد التقدمي السنغالي. وكانت النتيجة انقسام الاتحاد السنغالي، وتشكيل حزب التجمع الأفريقي - السنغال.
في كوت ديفوار، دخل الحزب في صراع مع الحزب الديمقراطي لكوت ديفوار، وتم نفي قيادة التجمع إلى كوناكري. أصبحت هناك نواة للمعارضة الإيفوارية، مثل لجنة التحرير الوطنية لكوت ديفوار.
في فولتا العليا، انضمت مجموعة التضامن الفولتى إلى التجمع. اختفى فرع التجمع عندما أصبحت الدولة دولة ذات حزب واحد في عام 1960، لكن حزب إعادة التجميع الأفريقي في فولتا العليا، أدعي أنه وريث حزب التجمع الأفريقي، بعد الانقلاب في عام 1966.